# Dargol
Dargol este o comună rurală din departamentul Téra, regiunea Tillabéri, Niger, cu o populație de 88.329 de locuitori (2001).